# 許懷民
許懷民（1982年—）是一名台湾男演员，大學就讀於國立臺北藝術大學戲劇系。曾參與過孤味的演出；他在戀愛是科學中飾演「吳有福」配角而在戲劇界嶄露頭角。

## 影視作品

### 電視劇
| 年 份  | 播放電視台      | 劇 名      | 飾 演  | 性 質  |
| 2021年 | 台視 三立都會台 | 戀愛是科學 | 吳有福 | 男配角 |

### 電影
| 年 份  | 劇 名 | 飾 演 |
| 2020年 | 孤味  | 關鎮  |

### 音樂錄影帶
| 年 份  | 歌 手 | 歌 名          |
| 2022年 | 品冠  | 不如我們今天見 |

## 外部連結
- 許懷民的Facebook專頁
- 許懷民的Instagram帳戶